# اونگوجا
اونگوجا بزرگ‌ترین و پر جمعیت‌ترین جزیره از مجمع الجزایر زنگبار در کشور تانزانیا است. شهرستان زنگبار، مرکز مجمع الجزایر زنگبار، در این جزیره واقع است.

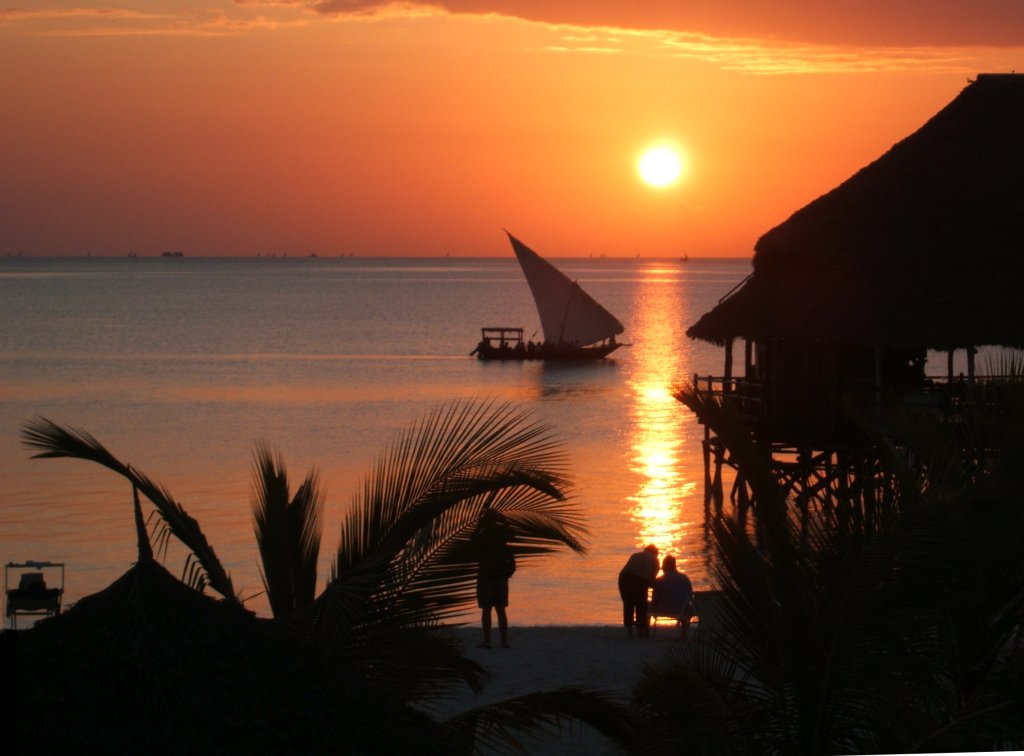
منظره ای از هتل گوهر شرق در زنگبار